# Cleroclytus gracilis
Cleroclytus gracilis är en skalbaggsart som beskrevs av Jakovlev 1900. Cleroclytus gracilis ingår i släktet Cleroclytus och familjen långhorningar. Inga underarter finns listade i Catalogue of Life.